# Rio Madre de Dios
O Rio Madre de Dios (pronúncia espanhola: [ˈmaðɾe ðe ðjos] lit.  "mãe de deus") é um rio na América do Sul que corre nas terras da Bolívia e do Peru. O rio é homônimo à região de Madre de Deus. Em território boliviano, recebe o rio Beni, próximo à localidade de Riberalta, que posteriormente se junta com o rio Mamoré para se tornar o rio Madeira após a confluência. O Madeira é um afluente do rio Amazonas .
O Madre de Dios é uma importante via navegável para o departamento de Madre de Dios, particularmente Puerto Maldonado, a maior cidade da região, e a capital do departamento. O cultivo de manga e a mineração de ouro estão entre as muitas indústrias em suas margens. Outras indústrias importantes que Madre de Dios oferece são a exploração madeireira seletiva e a agricultura, sendo que ambas constituem sérios problemas ambientais. Ao longo da extensão do rio, existem vários parques e reservas nacionais, notadamente o Parque Nacional Tambopata-Candamo, o Parque Nacional Manu (também conhecido como Reserva da Biosfera de Manu) e o Parque Nacional Bahuaja-Sonene .

## Curso

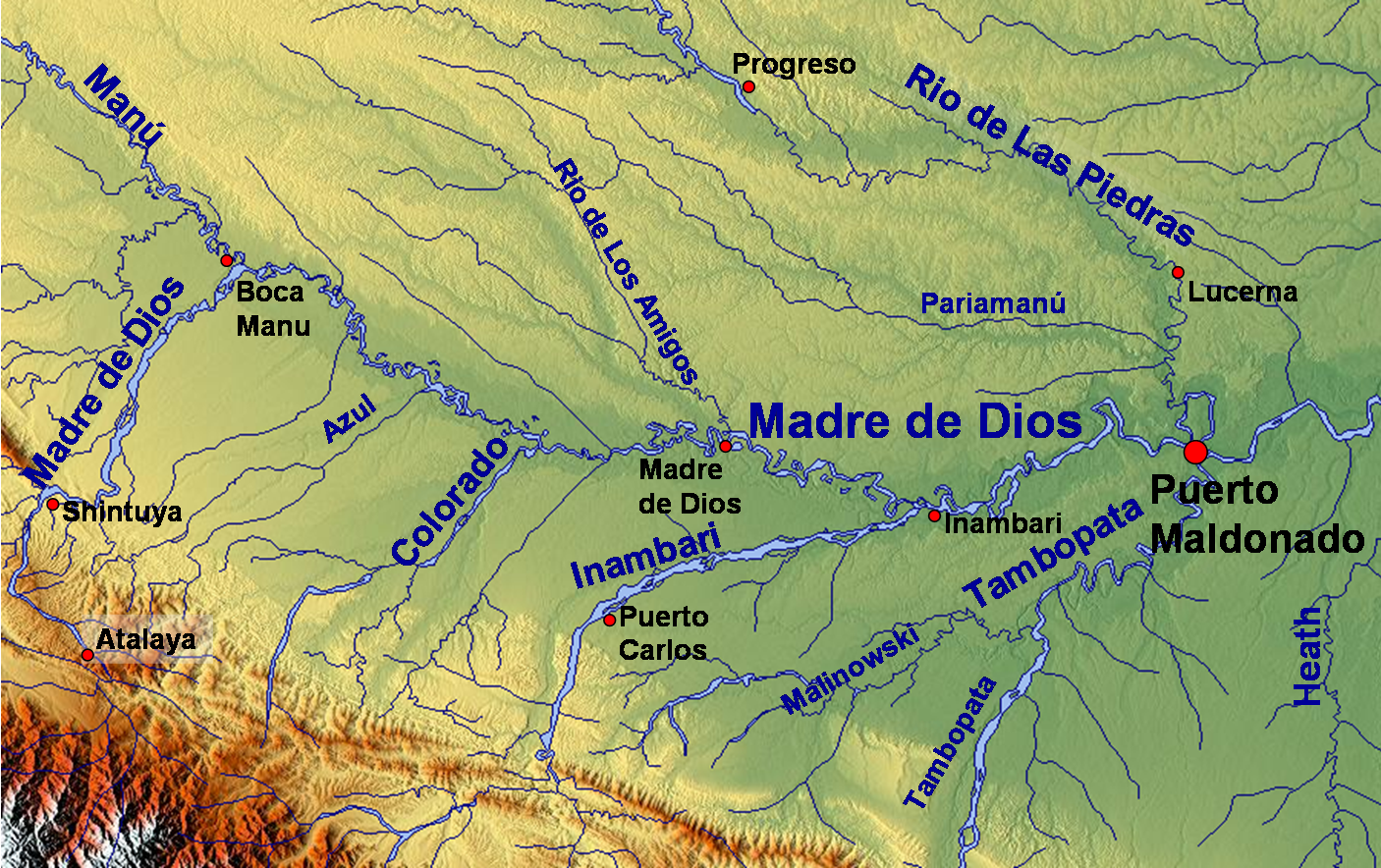
Parte peruana do curso do Rio Madre de Dios e seus afluentes

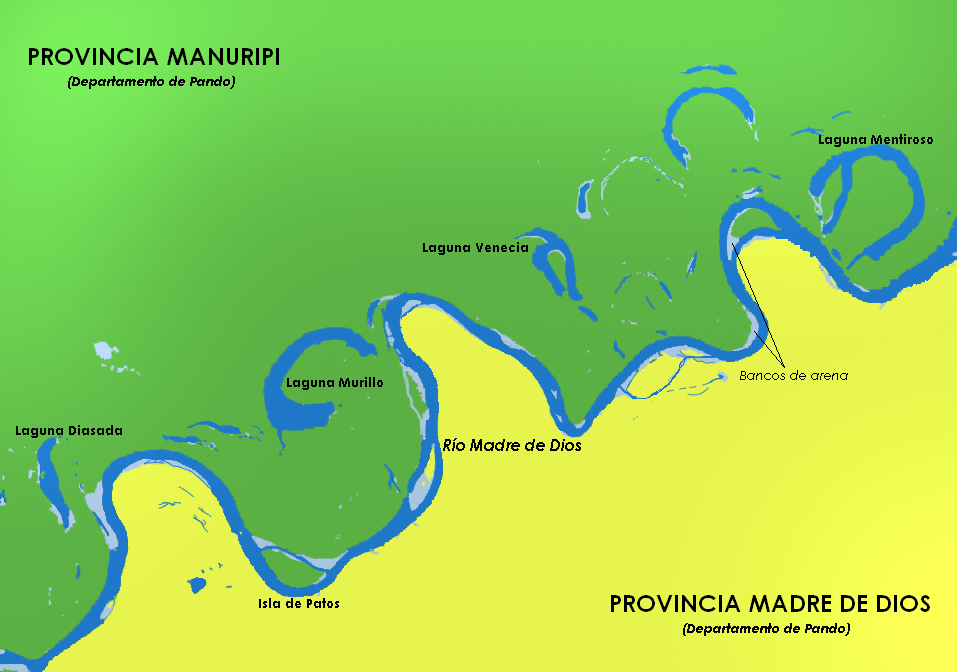
Exemplos de meandros nas províncias de Madre de Dios e Manuripi no departamento boliviano de Pando. É possível ver a formação de braços mortos ao redor do Rio.

O rio flui para a fronteira com a Bolívia em direção ao nordeste da mesma, passando pela Floresta Amazônica. Um pouco antes de sua foz, ele se une ao Rio Beni na cidade de Riberalta, Bolívia. Por fim, ele deságua no Rio Mamoré e forma o Rio Madeira, na cidade de Vila Bela na Bolívia e perto do município de Nova Mamoré no estado de Rondônia.